# DIRKS 매뉴얼
DIRKS 매뉴얼(Designing and Implementing Recordkeeping Systems, DIRKS manual)은 1996년 오스트레일리아 뉴사우스웨일스주의 보존기록 담당부서가 진행한 전자기록관리 프로젝트를 통해 개발되기 시작하였고, 이후 호주국립보존기록관(NAA)과 협력하여 2000년에 발표되었다.
기록관리시스템의 설계와 실행을 위한 구체적인 지침을 담고있다. 매뉴얼은 사용설명서가 나와있는 1부와 각각의 단계에 대한 상세한 내용을 다루고 있는 2부로 나누어진다. 그 외에 각 단계별 분석 결과를 도큐멘테이션 할 수 있는 템플릿을 포함하여 단계별 수행에 필요한 도구들이 상세하게 제시되고 있다.

## DIRKS 방법론의 단계
- STEP A : 예비조사

시스템을 구축하기 위한 전반적인 사전조사를 하는 단계로, 조사의 범위는 이해관계자, 조직문화, 기타 제요인을 고려하여 이루어진다.
- STEP B : 업무활동 분석

DIRKS에서 가장 핵심적인 부분으로, 정보정리, 기능분석, 프로세스분석, BCS(Business Classification Scheme)를 구축하는 순서로 진행한다.
- STEP C : 요구사항 분석

기능 및 업무의 중요도, 절차, 각종 규제사항이나 위험분석의 결과를 분석하여 이를 기술하는 방법으로 진행된다.
- STEP D : 기존시스템 분석

기존에 구축된 시스템을 분석하여 현재 요구되는 사항들과의 격차를 분석함으로써 새로운 시스템 설계의 필요사항을 정리한다.
- STEP E : 전략설정

전략결정에 도움이 되거나 방해가 되는 요소를 평가한 후, 실현 가능한 전반적인 전략을 설계한다.
- STEP F : 시스템 설계

전략설정에 따라 설정된 소요 비용을 전제로 하여 시스템 구축에서 실현할 범주를 구체적으로 설정하고, 이에 맞게 업무 프로세스를 재설계한 후 진행한다.
- STEP G : 시스템 수행

설계에 따라 프로그래밍을 진행한다.
- STEP H : 시스템 검토

테스트 계확의 수집, 테스트, 테스트 결과에 따른 시스템 조정의 과정으로 구성된다.

## 같이 보기
- 도큐멘테이션
- 기록 관리